# 菲律宾黑鹃鵙
菲律宾黑鹃鵙（学名：Edolisoma coerulescens）是山椒鸟科Edolisoma属的一种，为菲律宾的特有种。其自然栖息地为亚热带或热带的湿润低地森林。